# Адайком
Адайком (устар. Адайком-Дон осет. Адайыкомыдон) — горная река в России, протекает по Республике Северная Осетия — Алания. Левый приток реки Ардон. Длина реки составляет 10 км. Площадь водосборного бассейна — 41,9 км².
Система водного объекта: Ардон → Терек → Каспийское море.

## География
Река течёт по Адайкомскому ущелью Кавказских гор с запада на восток. Устье реки находится в 78 км по левому берегу реки Ардон. На реке вблизи устья находятся сёла Верхний Зарамаг и Нижний Зарамаг. Также около устья реки проходит Транскавказская автомагистраль.

## Природа
Река течёт по территории Северо-Осетинского государственного заповедника. В ущелье реки встречается единственная ядовитая змея заповедника — степная гадюка.

## Данные водного реестра
По данным государственного водного реестра России относится к Западно-Каспийскому бассейновому округу, водохозяйственный участок реки — Ардон. Речной бассейн реки — реки бассейна Каспийского моря междуречья Терека и Волги.
Код объекта в государственном водном реестре — 07020000112108200003153.